# HTTPS
HTTPS (Hypertext Transfer Protocol Secure) er en krypteret udgave af HTTP, som benytter Transport Layer Security (TLS) eller den nu usikre Secure Sockets Layer (SSL). HTTPS er en protokol på internettet, der oftest bruges i forbindelse med tjenester, hvor kun afsender og modtager må kende meddelelsen, for eksempel netbanker, debetkort- og kreditkort-betaling via internettet og/eller tilmelding, hvor CPR-nummer skal opgives.
HTTPS bliver primært brugt til at forhindre uvedkommende i at tage data, der kommer fra webserveren til klienten. HTTPS kan forhindre de såkaldte "man in the middle"-angreb.
Stort set alle moderne webbrowsere forstår denne protokol, der som standard benytter port 443.

## SSL certifikater

### Typer af certifikater
Der findes overordnet 3 forskellige typer af certifikater.

#### 1. Domæne verificeret
Et domæne verificeret certifikat beskytter brugerne på hjemmesiden fuldt ud med en sikker forbindelse mellem server og browseren.

#### 2. Firma verificeret
Et firma verificeret certifikat har samme funktion som et domæne verificeret SSL Certifikat. Derudover er identiteten på virksomheden også bekræftet, så man er sikker på, at SSL certifikatet tilhører den virksomhed der står angivet.

#### 3. Udvidet firma verificeret
Dette certifikat kræver en mere kompliceret godkendelse af virksomheden. Det drejer sig om ejeren af virksomheden og en fysisk adresse. Dette certifikat er et bevis på at virksomheden har den højeste standard inden for sikkerhed. Det giver brugeren tryghed og sikrer, at de kan trygt kan indtaste personfølsom data på hjemmesiden.